# Lasioglossum swenki
Lasioglossum swenki is een vliesvleugelig insect uit de familie Halictidae. De wetenschappelijke naam van de soort is voor het eerst geldig gepubliceerd in 1906 door Crawford.